# Миранда, Мариу
Ма́риу Мира́нда (порт.-браз. Mário Miranda; 21 сентября 1978, Рио-де-Жанейро) — бразильский борец средней весовой категории, мастер бразильского джиу-джитсу, обладатель чёрного пояса. В период 2006—2013 выступал в смешанных единоборствах, известен по участию в турнирах таких организаций как UFC и M-1 Global, владел титулом чемпиона M-1 в среднем весе (2012).

## Биография
Мариу Миранда родился 21 сентября 1978 года в Рио-де-Жанейро. С юных лет практиковал бразильское джиу-джитсу, участвовал в соревнованиях по БДД, получил чёрный пояс. В профессиональных боях по смешанным правилам дебютировал в 2006 году, дрался сначала среди любителей, затем перешёл в профессионалы, присоединившись к известному бойцовскому клубу Black House. Первое время выступал в основном на турнирах малоизвестных промоушенов, преимущественно на северо-западе США, в этот ранний период победил в том числе нескольких именитых соперников, например, Рика Стори, Джо Ведепо, Майка Хейза.
К 2010 году имел внушительный послужной список из девяти побед подряд без единого поражения, благодаря чему получил приглашение принять участие в турнирах крупнейшей бойцовской организации Ultimate Fighting Championship. Тем не менее, из четырёх проведённых в UFC боёв Миранда выиграл только один, против канадца Давида Луасо, тогда как в трёх других проиграл Джеральду Харрису, Демиану Майе и Аарону Симпсону. На этом его отношения с организацией прекратились.
В 2011 году, одержав ещё пару побед в Америке, Миранда подписал контракт с крупным европейским промоушеном M-1 Global, дебютировал здесь с победы болевым приёмом «кимура» над россиянином Дмитрием Самойловым. В 2012 году также провёл один бой в рамках польской организации KSW, где единогласным решением судей проиграл поляку Яну Блаховичу.
Позже удостоился права оспорить вакантный титул чемпиона M-1 Challenge в средней весовой категории, встретился с другим претендентом на титул Артуром Гусейновым и одолел его на третьей минуте третьего раунда удушающим приёмом сзади, став таким образом новым чемпионом организации.
В конце 2012 года пытался защитить полученный чемпионский пояс в противостоянии с Рамазаном Эмеевым, бой продлился все пять раундов, и в итоге судьи единогласно отдали победу Эмееву. В 2013 году между ними состоялся матч-реванш, Миранда пытался вернуть себе утраченный титул, но на сей раз потерпел поражение нокаутом в начале третьего раунда.
Последний официальный бой провёл на турнире «Битва под Москвой 13», дрался с россиянином Максимом Гришиным и проиграл ему единогласным судейским решением.

## Статистика в профессиональном ММА
| Результат | Рекорд | Соперник         | Способ                            | Турнир                               | Дата            | Раунд | Время | Место                   | Примечание |
| --------- | ------ | ---------------- | --------------------------------- | ------------------------------------ | --------------- | ----- | ----- | ----------------------- | ---------- |
| Поражение | 14-7   | Максим Гришин    | Единогласное решение судей        | Fight Nights: Битва под Москвой 13   | 27 октября 2013 | 3     | 5:00  | Москва, Россия          |            |
| Поражение | 14-6   | Рамазан Эмеев    | Нокаут коленом и руками           | М-1 Challenge 38 (титульный бой)     | 9 апреля 2013   | 3     | 0:21  | Санкт-Петербург, Россия |            |
| Поражение | 14-5   | Рамазан Эмеев    | Единогласное решение судей        | М-1 Challenge 35 (защита титула)     | 15 ноября 2012  | 5     | 5:00  | Санкт-Петербург, Россия |            |
| Победа    | 14-4   | Артур Гусейнов   | Удушение сзади                    | М-1 Challenge 32 (титульный бой)     | 16 мая 2012     | 3     | 2:39  | Москва, Россия          |            |
| Поражение | 13-4   | Ян Блахович      | Единогласное решение судей        | KSW 18                               | 25 февраля 2012 | 3     | 5:00  | Плоцк, Польша           |            |
| Победа    | 13-3   | Дмитрий Самойлов | Болевой приём «кимура»            | М-1 Challenge 29                     | 19 ноября 2011  | 2     | 3:58  | Уфа, Россия             |            |
| Победа    | 12-3   | Аарон Старк      | Технический нокаут ударами руками | SportFight 30: Limitless             | 22 октября 2011 | 2     | 2:09  | Грешем, США             |            |
| Победа    | 11-3   | Джейсон Зентграф | Единогласное решение судей        | FNE: Round 16. Combat at the Cabaret | 13 августа 2011 | 3     | 5:00  | Анакортес, США          |            |
| Поражение | 10-3   | Аарон Симпсон    | Единогласное решение судей        | UFC Fight Night: Nogueira vs. Davis  | 26 марта 2011   | 3     | 5:00  | Сиэтл, США              |            |
| Поражение | 10-2   | Демиан Майя      | Единогласное решение судей        | UFC 118                              | 28 августа 2010 | 3     | 5:00  | Бостон, США             |            |
| Победа    | 10-1   | Давид Луасо      | Технический нокаут ударами руками | UFC 115                              | 12 июня 2010    | 2     | 4:07  | Ванкувер, Канада        |            |
| Поражение | 9-1    | Джеральд Харрис  | Технический нокаут ударами руками | UFC Fight Night: Florian vs. Gomi    | 31 марта 2010   | 1     | 4:49  | Шарлотт, США            |            |
| Победа    | 9-0    | Лоренцо Худ      | Болевой приём «кимура»            | Alliance Fights: Counterstrike       | 22 августа 2009 | 1     | 2:57  | Кент, США               |            |
| Победа    | 8-0    | Чад Вонс         | Технический нокаут ударами руками | Alliance Fights: The Uprising        | 2 мая 2009      | 2     | 0:25  | Кент, США               |            |
| Победа    | 7-0    | Тайсон Джеффрис  | Рычаг локтя                       | SportFight 25: Wildcard              | 3 апреля 2009   | 3     | 1:19  | Гранд-Ронд, США         |            |
| Победа    | 6-0    | Майк Хейз        | Единогласное решение судей        | Carnage at the Creek 5               | 12 марта 2009   | 3     | 5:00  | Шелтон, США             |            |
| Победа    | 5-0    | Хосе Диас        | Технический нокаут ударами руками | Icon Sport: Hard Times               | 2 августа 2008  | 1     | 1:27  | Гонолулу, США           |            |
| Победа    | 4-0    | Джо Ведепо       | Технический нокаут из-за травмы   | Carnage at the Creek 2               | 5 апреля 2008   | 3     | 2:38  | Шелтон, США             |            |
| Победа    | 3-0    | Рик Стори        | Единогласное решение судей        | Conquest of the Cage 1               | 6 ноября 2007   | 3     | 5:00  | Эйрвей-Хайтс, США       |            |
| Победа    | 2-0    | Джошуа Кросс     | Удушение сзади                    | Ringside Ticket                      | 30 августа 2007 | 1     | 1:30  | Хайленд, США            |            |
| Победа    | 1-0    | Таурус Кэббаб    | Технический нокаут                | Kauai Cage Match 5                   | 4 марта 2007    | 1     | 4:13  | Лихуэ, США              |            |